# Логинов, Георгий Михайлович
Георгий Михайлович Логинов (8 октября 1922, Вятка — 21 сентября 2000, Екатеринбург) — советский игрок в хоккей с мячом и с шайбой, а также футболист. Чемпион СССР по хоккею с мячом, мастер спорта СССР.

## Биография
Воспитанник юношеской команды «Динамо» (Свердловск), с 1935 года занимался хоккеем с мячом и футболом, тренер — Александр Михеев. В первой половине 1941 года выступал за футбольное «Динамо» в соревнованиях КФК.
В 1941 году призван в Красную Армию, окончил Челябинское танковое училище. С 1942 года — на фронтах Великой Отечественной войны, участник Курской битвы. Служил в танковых войсках, воинское звание на конец войны — гвардии старший техник-лейтенант. Награждён Орденом Красного Знамени (08.08.1943), Орденом Красной Звезды (29.12.1943), Орденом Отечественной войны I степени (06.04.1985), медалями «За победу над Германией в Великой Отечественной войне 1941—1945 гг.» (09.05.1945) и «За боевые заслуги» (20.04.1953). В 1944 году после ранения направлен в штаб Уральского военного округа.
После окончания войны выступал в спортивных соревнованиях за свердловскую армейскую команду ОДО. В футболе в составе ОДО выступал в 1946—1954 годах, становился обладателем Кубка (1950) и чемпионом (1951) РСФСР среди коллективов физкультуры, также выступал за клуб в классе «Б». В хоккее с шайбой выступал за свердловский «Дом офицеров» в высшей лиге в сезоне 1946/47. Стал автором первой шайбы свердловского клуба — 22 декабря 1946 года в матче с ЦСКА (1:5).
В хоккее с мячом в составе ОДО/СКА (Свердловск) становился чемпионом (1950, 1953) и призёром чемпионата СССР, финалистом Кубка СССР 1953 года. В высшей лиге провёл 29 матчей. Был капитаном команды. В 1950 году присвоено звание мастера спорта СССР.
После окончания игровой карьеры работал детским и взрослым футбольным тренером в СКВО, а с 1966 года после увольнения в запас — в «Уралмаше», затем в течение 15 лет (1970—1985) — директором Детского стадиона «Уралмашзавода».
Скончался в Екатеринбурге 21 сентября 2000 года на 78-м году жизни. Похоронен на Северном кладбище. Занесен в книгу памяти Министерства спорта Свердловской области под № 163.